# Prix commémoratif Joseph-Pulitzer
Le prix commémoratif Joseph Pulitzer (Joseph Pulitzer-emlékdíj), créé en 1989, est un prix hongrois remis dans différents domaines du journalisme, allant de la presse écrite au monde télévisuel ou multimédia. 
Cette distinction est créée par Pál Fábry à La Nouvelle-Orléans sur le modèle du Prix Pulitzer, fondé en 1904 par le journaliste d'origine hongroise Joseph Pulitzer, éditeur du journal World. Indépendante dans son fonctionnement de sa grande-sœur de New York, elle valorise le travail de journalistes de langue hongroise, dans un contexte historique marqué en Hongrie par la chute du communisme et l'émergence d'une démocratie libérale. Cette initiative entend ainsi consolider la liberté de la presse et l'indépendance éditoriale. Le prix commémoratif Joseph Pulitzer a été créé avec le consentement des héritiers de Joseph Pulitzer.

## Catégories
- Ensemble de l'œuvre d'un journaliste
- Équipe éditoriale
- Publication
- Photographie
- Article, séries d'articles, d'enquête, rapports d'enquête sur des événements et des phénomènes sociaux et politiques
- Analyses des affaires étrangères
- Activités de radio
- Activités de télévision